# Déjaugeage

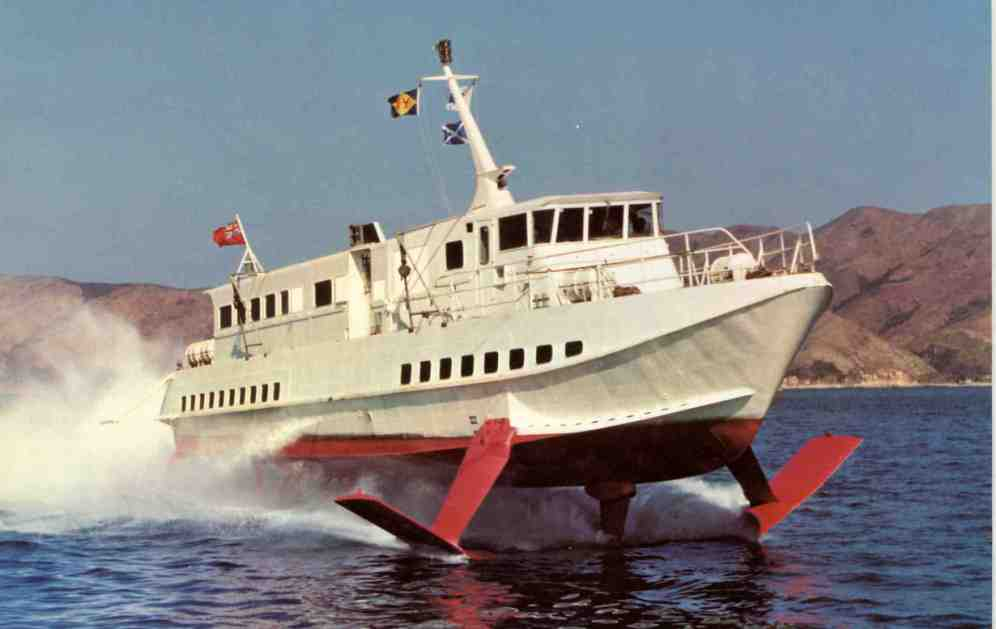
Hydroptère.

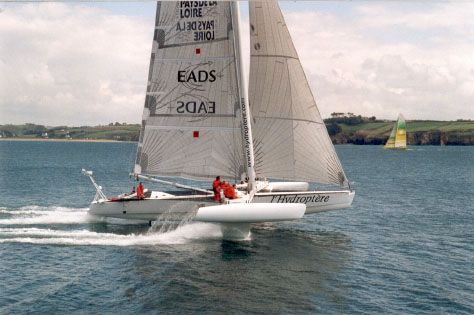
L'Hydroptère.

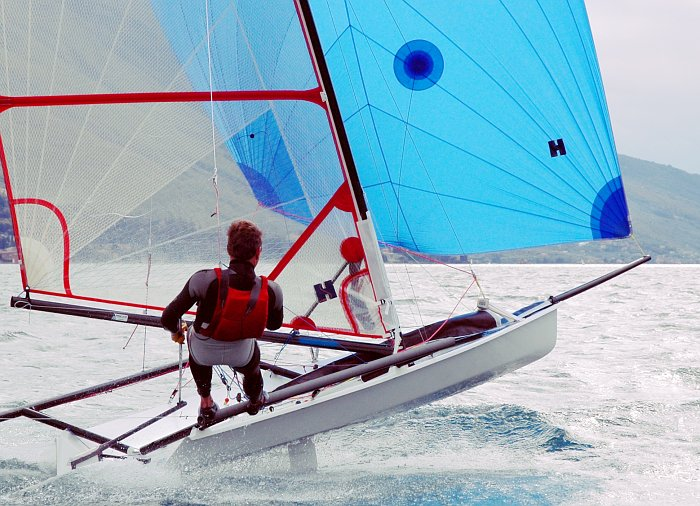
Musto Skiff.

Planche à voile.

Le déjaugeage est un changement de régime de l'avancement d'un objet dans l'eau, d'un régime « archimédien » (l'objet flotte par poussée d'Archimède) à un régime dynamique où sa vitesse lui permet d'être porté par la surface de l'eau.

## Histoire
Si le phénomène est documenté pour la première fois à la fin du XIXe siècle par le commodore Ralph Munroe sur un prao, ce n'est qu'en 1928 qu'Uffa Fox utilise lors d'une régate un dériveur fait pour déjauger.
Dans le domaine motonautique, de nombreuses tentatives furent faites à la fin du XIXe siècle et au début du XXe siècle, lors de l'apparition des premiers canots automobiles propulsés par des moteurs à combustion interne pour s'affranchir des résistances de vague inhérentes à la navigation archimédique. Il s'agissait de carènes plates, souvent munies de redents et souvent dénommées "glisseurs", la plupart du temps équipées d'hélices aériennes. En France, les pionniers furent le Comte de Lambert, Paul Tissandier, Borel, LeTellier, Louis Blériot mais ce genre de dessin fut expérimenté à l'étranger aussi (Thornycroft et le Révérend Ramus en Angleterre, Raoul Pictet en Suisse, et même Alexander Graham Bell aux États-Unis).

## Explication
En régime archimédien, la carène a une vitesse de coque qu'il n'est pas possible de dépasser. Cette vitesse de coque est directement liée à la forme et au volume immergé de la coque, et par conséquent au système de vague qu'elle génère. Cette vitesse peut se calculer pour chaque forme de coque, en utilisant le nombre de Froude. Mais le passage en régime hydrodynamique permet de dépasser largement cette vitesse.
Les formes de coques et des dispositifs spécifiques (foils, coussin d'air, coque en aile de mouette) permettent d'augmenter l'appui hydrodynamique. Lorsque la vitesse augmente, la carène s'élève, la surface mouillée et le déplacement diminuent (le déplacement est le volume d'eau déplacé par la coque). Le système de vague formé par la carène se modifie. Dans un premier temps, la coque se cabre jusqu'au moment où elle dépasse sa vague d'étrave. L'écoulement de l'eau visible à l’arrière de la coque passe d'un écoulement turbulent à un écoulement laminaire. La coque atteint alors un régime de survitesse, la vitesse de coque est dépassée, c'est le planning. Le régime de navigation est alors profondément modifié, la poussée d'Archimède n'opère plus, on passe à l'hydrodynamique et la coque entre dans le monde de la glisse.
En régime de navigation classique, il existe une vitesse limite de la coque qui est fonction de la racine carrée de la longueur à la flottaison. Une des principales causes de résistance à l'avancement est la résistance de vague : en avançant dans l'eau, la coque crée un certain nombre de vagues sinusoïdales, naissant au pied de l'étrave et se détachant de la coque au niveau de l'étambot mais le système de vagues continue en s'atténuant dans le sillage du bateau. Si la puissance propulsive et la vitesse augmentent, le nombre de sinusoïdes le long de la coque diminuera, jusqu'à ce qu'il ne reste qu'une onde complète le long de la coque, avec une crête et un creux très accentués. En argot de marin, on dit que le bateau « remue de l'eau » ou qu'il « pousse une vague de remorqueur ». Le remorqueur est un exemple très imagé car ces bateaux à coque courte, incapables de déjauger, sont équipés d'une machinerie bien plus puissante que ce que nécessiterait la seule propulsion de leur coque. Pour augmenter la vitesse en mode archimédique, la seule solution est d'allonger la coque. En la doublant, on l'augmente d'un facteur 1,414, soit {\displaystyle {\sqrt {2}}}. C'est ce qui a conduit, dans les années 1970, à un certain gigantisme dans des courses comme la Transat anglaise avec les voiliers Vendredi 13 de 39 m (Terlain) et surtout Club Méditerranée / Phocéa d'Alain Colas (72 m). Pour mémoire, les 14 m de Pen-Duick 2 étaient considérés comme trop grands pour un seul homme par la presse spécialisée anglaise lors de l'édition 1964 de la course.
Avec des coques légères propulsées par de gros moteurs, ou une grande surface de voilure, on abandonne le mode archimédique, et la donne est changée. La longueur d'onde de la vague est telle que la première crête passe nettement derrière l'étrave, la seconde crête se « décolle » et se forme en arrière de l'étambot, donnant ainsi une assiette cabrée à la coque, qui produit une impressionnante « moustache » d'eau à l'étrave, et accessoirement s'affranchit en bonne partie de la résistance de friction de la coque sur l'eau. Ponctuellement, le même phénomène peut se déclencher pour un bateau trop lourd pour planer sur eau plate lorsqu'il descend une grosse lame abrupte. On parle alors de surfing au lieu de planning, par analogie avec le sport du surf.
Il ne faut toutefois pas confondre le cabrage dû au déjaugeage avec une assiette cabrée produite par un placement incorrect du poids des équipiers sur un dériveur léger (trop en arrière) qui « traîne de l'eau ». Les équipages expérimentés savent qu'il faut mettre le bateau le plus horizontal possible pour commencer à déjauger et ne se reculer qu'une fois le déjaugeage acquis. Pour la même raison, les surfers chargent l'avant de leur planche voire tapent du pied sur le nez pour prendre une vague un peu faible et les véliplanchistes prennent soin d'attendre que le déjaugeage soit acquis en portant du poids, le mât travaillant en compression comme un « troisième pied », avant de se reculer et de se caler dans les footstraps (sangles cale-pied) arrière.

## Exploitation du phénomène
Son apparition dépend très fortement de la forme inférieure de l'objet, la carène, laquelle peut être étudiée pour le favoriser (redent, coque planante). Le déjaugeage est un phénomène exploité par les navires à grande vitesse, les aéroglisseurs, et certains voiliers de course à certaines allures. Il est également essentiel dans la phase de décollage d'un hydravion.

### En voile légère
Le planning est un terme utilisé en dériveur léger ou skiff, planche à voile ou windsurf. Il désigne la survitesse qui se déclenche lorsque le flotteur déjauge. Lorsque l'on atteint le planning en planche à voile, on passe d'une navigation où la surface mouillée du flotteur induit une grande résistance à l'avancement à une navigation où le flotteur, dont moins du quart arrière est en contact avec l'eau, glisse et accélère. Le flotteur est beaucoup plus vif et se dirige alors avec des prises de carre (modification de l'assiette latérale du flotteur).

### Voiliers de course au large
Le planning est possible sur des quillards dont les formes de carène, la mobilité du lest et la légèreté des coques et du gréement permettent d'atteindre plus facilement les conditions nécessaires au déjaugeage. Les voiliers du Vendée Globe, de la classe 60 pieds IMOCA en sont un exemple représentatif. Les bureaux d'architectes en étudient les paramètres.